# Loturile pentru Campionatul Mondial de Fotbal 1974
Mai jos sunt loturile pentru Campionatul Mondial de Fotbal 1974 din Germania de Vest.

## Grupa 1

### Germania de Vest
Antrenor principal: Helmut Schön
| Nr. | Poz. | Jucător                  | Data nașterii (vârsta) | Selecții | Club                |
| --- | ---- | ------------------------ | ---------------------- | -------- | ------------------- |
| 1   | P    | Sepp Maier               | 28 februarie 1944      | 50       | Bayern              |
| 2   | F    | Berti Vogts              | 30 decembrie 1946      | 24       | M'gladbach          |
| 3   | F    | Paul Breitner            | 5 septembrie 1951      | 19       | Bayern              |
| 4   | F    | Hans-Georg Schwarzenbeck | 3 aprilie 1948         | 23       | Bayern              |
| 5   | F    | Franz Beckenbauer (c)    | 11 septembrie 1945     | 78       | Bayern              |
| 6   | F    | Horst-Dieter Höttges     | 10 septembrie 1943     | 65       | Werder Bremen       |
| 7   | M    | Herbert Wimmer           | 9 noiembrie 1944       | 23       | M'gladbach          |
| 8   | M    | Bernhard Cullmann        | 1 noiembrie 1949       | 12       | Köln                |
| 9   | A    | Jürgen Grabowski         | 7 iulie 1944           | 38       | Eintracht Frankfurt |
| 10  | M    | Günter Netzer            | 14 septembrie 1944     | 34       | Real Madrid         |
| 11  | A    | Jupp Heynckes            | 9 mai 1945             | 28       | M'gladbach          |
| 12  | M    | Wolfgang Overath         | 29 septembrie 1943     | 74       | Köln                |
| 13  | A    | Gerd Müller              | 3 noiembrie 1945       | 55       | Bayern              |
| 14  | A    | Uli Hoeneß               | 5 ianuarie 1952        | 23       | Bayern              |
| 15  | M    | Heinz Flohe              | 28 ianuarie 1948       | 14       | Köln                |
| 16  | M    | Rainer Bonhof            | 29 martie 1952         | 4        | M'gladbach          |
| 17  | A    | Bernd Hölzenbein         | 9 martie 1946          | 4        | Eintracht Frankfurt |
| 18  | A    | Dieter Herzog            | 15 iulie 1946          | 2        | Düsseldorf          |
| 19  | M    | Jupp Kapellmann          | 19 decembrie 1949      | 3        | Bayern              |
| 20  | F    | Helmut Kremers           | 24 martie 1949         | 5        | Schalke 04          |
| 21  | P    | Norbert Nigbur           | 8 mai 1948             | 2        | Schalke 04          |
| 22  | P    | Wolfgang Kleff           | 16 noiembrie 1946      | 6        | M'gladbach          |

### Germania de Est
Antrenor principal: Georg Buschner
| Nr. | Poz. | Jucător              | Data nașterii (vârsta) | Selecții | Club                |
| --- | ---- | -------------------- | ---------------------- | -------- | ------------------- |
| 1   | P    | Jürgen Croy          | 19 octombrie 1946      | 43       | Sachsenring Zwickau |
| 2   | F    | Lothar Kurbjuweit    | 6 noiembrie 1950       | 30       | Carl Zeiss Jena     |
| 3   | F    | Bernd Bransch (c)    | 24 septembrie 1944     | 52       | Carl Zeiss Jena     |
| 4   | F    | Konrad Weise         | 17 august 1951         | 23       | Carl Zeiss Jena     |
| 5   | F    | Joachim Fritsche     | 28 octombrie 1951      | 7        | VfB Leipzig         |
| 6   | M    | Rüdiger Schnuphase   | 23 ianuarie 1954       | 4        | Rot-Weiss Erfurt    |
| 7   | M    | Jürgen Pommerenke    | 22 ianuarie 1953       | 10       | Magdeburg           |
| 8   | A    | Wolfram Löwe         | 14 mai 1945            | 33       | VfB Leipzig         |
| 9   | A    | Peter Ducke          | 14 octombrie 1941      | 57       | Carl Zeiss Jena     |
| 10  | M    | Hans-Jürgen Kreische | 19 iulie 1947          | 36       | Dynamo Dresda       |
| 11  | A    | Joachim Streich      | 13 aprilie 1951        | 26       | Hansa Rostock       |
| 12  | F    | Siegmar Wätzlich     | 16 noiembrie 1947      | 9        | Dynamo Dresda       |
| 13  | M    | Reinhard Lauck       | 16 septembrie 1946     | 14       | Dynamo Berlin       |
| 14  | A    | Jürgen Sparwasser    | 4 iunie 1948           | 28       | Magdeburg           |
| 15  | A    | Eberhard Vogel       | 8 aprilie 1943         | 53       | Carl Zeiss Jena     |
| 16  | M    | Harald Irmscher      | 12 februarie 1946      | 29       | Carl Zeiss Jena     |
| 17  | M    | Erich Hamann         | 27 noiembrie 1944      | 1        | Viktoria Frankfurt  |
| 18  | F    | Gerd Kische          | 23 octombrie 1951      | 13       | Hansa Rostock       |
| 19  | M    | Wolfgang Seguin      | 14 septembrie 1945     | 13       | Magdeburg           |
| 20  | A    | Martin Hoffmann      | 22 martie 1955         | 3        | Magdeburg           |
| 21  | P    | Wolfgang Blochwitz   | 8 februarie 1941       | 17       | Carl Zeiss Jena     |
| 22  | P    | Werner Friese        | 30 martie 1946         | 0        | VfB Leipzig         |

### Australia
Antrenor principal: Ralé Rašić
| Nr. | Poz. | Jucător           | Data nașterii (vârsta) | Selecții | Club               |
| --- | ---- | ----------------- | ---------------------- | -------- | ------------------ |
| 1   | P    | Jack Reilly       | 27 august 1945         | 15       | Melbourne Hakoah   |
| 2   | F    | Doug Utjesenovic  | 8 octombrie 1946       | 19       | St George-Budapest |
| 3   | F    | Peter Wilson (c)  | 15 septembrie 1947     | 34       | Safeway United     |
| 4   | F    | Manfred Schäfer   | 12 februarie 1943      | 49       | St George-Budapest |
| 5   | F    | Colin Curran      | 21 august 1947         | 13       | Western Suburbs SC |
| 6   | M    | Ray Richards      | 18 mai 1946            | 31       | Marconi Fairfield  |
| 7   | M    | Jimmy Rooney      | 10 decembrie 1945      | 20       | APIA Leichhardt    |
| 8   | M    | Jimmy Mackay      | 19 decembrie 1943      | 30       | Sydney Hakoah      |
| 9   | M    | Johnny Warren     | 17 mai 1943            | 44       | St George-Budapest |
| 10  | A    | Gary Manuel       | 20 februarie 1950      | 4        | Sydney Olympic FC  |
| 11  | A    | Attila Abonyi     | 16 august 1946         | 39       | St George-Budapest |
| 12  | A    | Adrian Alston     | 6 februarie 1949       | 34       | Safeway United     |
| 13  | M    | Peter Ollerton    | 20 mai 1951            | 4        | APIA Leichhardt    |
| 14  | M    | Max Tolson        | 18 iulie 1945          | 16       | Safeway United     |
| 15  | F    | Harry Williams    | 7 mai 1951             | 3        | St George-Budapest |
| 16  | F    | Ivo Rudic         | 24 ianuarie 1942       | 0        | Sydney Olympic FC  |
| 17  | F    | Dave Harding      | 14 august 1946         | 1        | Sydney Olympic FC  |
| 18  | M    | Johnny Watkiss    | 28 martie 1941         | 23       | Sydney Hakoah      |
| 19  | M    | Ernie Campbell    | 20 octombrie 1949      | 8        | Marconi Fairfield  |
| 20  | A    | Branko Buljevic   | 6 septembrie 1947      | 19       | Footscray JUST     |
| 21  | P    | Jim Milisavljevic | 15 aprilie 1951        | 0        | Footscray JUST     |
| 22  | P    | Allan Maher       | 21 iulie 1950          | 0        | Sutherland Shire   |

### Chile
Antrenor principal: Luis Alamos
| Nr. | Poz. | Jucător              | Data nașterii (vârsta) | Selecții | Club                      |
| --- | ---- | -------------------- | ---------------------- | -------- | ------------------------- |
| 1   | P    | Leopoldo Vallejos    | 16 iulie 1944          | 13       | U Católica                |
| 2   | F    | Rolando García       | 15 decembrie 1942      | 14       | Colo-Colo                 |
| 3   | F    | Alberto Quintano     | 26 aprilie 1946        | 33       | Club Universidad de Chile |
| 4   | F    | Antonio Arias        | 9 octombrie 1944       | 25       | Unión Española            |
| 5   | F    | Elías Figueroa       | 25 octombrie 1946      | 19       | Internacional             |
| 6   | F    | Juan Rodríguez       | 16 ianuarie 1944       | 24       | Atlético Español          |
| 7   | A    | Carlos Caszely       | 5 iulie 1950           | 20       | Levante                   |
| 8   | M    | Francisco Valdés (c) | 19 martie 1943         | 44       | Colo-Colo                 |
| 9   | A    | Sergio Ahumada       | 2 octombrie 1948       | 12       | Colo-Colo                 |
| 10  | M    | Carlos Reinoso       | 7 martie 1945          | 25       | Club América              |
| 11  | A    | Leonardo Véliz       | 3 septembrie 1945      | 18       | Colo-Colo                 |
| 12  | F    | Juan Machuca         | 7 martie 1951          | 18       | Unión Española            |
| 13  | F    | Rafael González      | 24 aprilie 1950        | 10       | Colo-Colo                 |
| 14  | M    | Alfonso Lara         | 27 aprilie 1946        | 27       | Colo-Colo                 |
| 15  | F    | Mario Galindo        | 10 august 1951         | 6        | Colo-Colo                 |
| 16  | M    | Guillermo Páez       | 18 aprilie 1945        | 11       | Colo-Colo                 |
| 17  | A    | Guillermo Yávar      | 26 martie 1943         | 24       | Club Universidad de Chile |
| 18  | M    | Jorge Socías         | 6 octombrie 1951       | 2        | Club Universidad de Chile |
| 19  | M    | Rogelio Farías       | 13 august 1949         | 10       | Unión Española            |
| 20  | A    | Osvaldo Castro       | 14 aprilie 1947        | 24       | Club América              |
| 21  | P    | Juan Olivares        | 20 februarie 1941      | 32       | Unión Española            |
| 22  | P    | Adolfo Nef           | 18 ianuarie 1946       | 26       | Colo-Colo                 |

## Grupa 2

### Brazilia
Antrenor principal: Mário Zagallo
| Nr. | Poz. | Jucător        | Data nașterii (vârsta) | Selecții | Club          |
| --- | ---- | -------------- | ---------------------- | -------- | ------------- |
| 1   | P    | Leão           | 11 iulie 1949          | 19       | Palmeiras     |
| 2   | F    | Luís Pereira   | 21 iunie 1949          | 15       | Palmeiras     |
| 3   | F    | Marinho Peres  | 19 martie 1947         | 5        | Santos        |
| 4   | M    | Zé Maria       | 18 mai 1949            | 28       | Corinthians   |
| 5   | M    | Piazza (c)     | 25 februarie 1943      | 44       | Cruzeiro      |
| 6   | F    | Marinho Chagas | 8 februarie 1953       | 9        | Botafogo RJ   |
| 7   | M    | Jairzinho      | 25 decembrie 1944      | 73       | Botafogo RJ   |
| 8   | A    | Leivinha       | 11 septembrie 1949     | 18       | Palmeiras     |
| 9   | A    | César          | 17 mai 1945            | 8        | Palmeiras     |
| 10  | M    | Rivellino      | 1 ianuarie 1946        | 55       | Corinthians   |
| 11  | M    | Paulo Cézar    | 16 iunie 1949          | 42       | Flamengo      |
| 12  | P    | Renato         | 5 decembrie 1944       | 2        | Flamengo      |
| 13  | A    | Valdomiro      | 17 februarie 1946      | 9        | Internacional |
| 14  | F    | Nelinho        | 26 iulie 1950          | 2        | Cruzeiro      |
| 15  | F    | Alfredo        | 18 octombrie 1946      | 1        | Palmeiras     |
| 16  | F    | Marco Antônio  | 6 februarie 1951       | 27       | Fluminense    |
| 17  | M    | Carpegiani     | 7 februarie 1949       | 5        | Internacional |
| 18  | M    | Ademir da Guia | 3 aprilie 1942         | 8        | Palmeiras     |
| 19  | A    | Mirandinha     | 26 februarie 1952      | 3        | Sao Paulo     |
| 20  | A    | Edu            | 6 august 1949          | 41       | Santos        |
| 21  | M    | Dirceu         | 15 iunie 1952          | 4        | Botafogo RJ   |
| 22  | P    | Waldir Peres   | 2 februarie 1951       | 0        | Sao Paulo     |

### Scoția
Antrenor principal: Willie Ormond
| Nr. | Poz. | Jucător           | Data nașterii (vârsta) | Selecții | Club              |
| --- | ---- | ----------------- | ---------------------- | -------- | ----------------- |
| 1   | P    | David Harvey      | 7 februarie 1948       | 7        | Leeds United      |
| 2   | F    | Sandy Jardine     | 31 decembrie 1948      | 16       | Rangers           |
| 3   | F    | Danny McGrain     | 1 mai 1950             | 12       | Celtic            |
| 4   | M    | Billy Bremner (c) | 9 decembrie 1942       | 48       | Leeds United      |
| 5   | F    | Jim Holton        | 11 aprilie 1951        | 11       | Manchester United |
| 6   | F    | John Blackley     | 12 mai 1948            | 3        | Hibernian         |
| 7   | M    | Jimmy Johnstone   | 30 septembrie 1944     | 21       | Celtic            |
| 8   | A    | Kenny Dalglish    | 4 martie 1951          | 19       | Celtic            |
| 9   | A    | Joe Jordan        | 15 decembrie 1951      | 11       | Leeds United      |
| 10  | M    | David Hay         | 29 ianuarie 1948       | 24       | Celtic            |
| 11  | A    | Peter Lorimer     | 14 decembrie 1946      | 14       | Leeds United      |
| 12  | P    | Thomson Allan     | 5 octombrie 1946       | 2        | Dundee FC         |
| 13  | P    | Jim Stewart       | 9 martie 1954          | 0        | Kilmarnock        |
| 14  | F    | Martin Buchan     | 6 martie 1949          | 13       | Manchester United |
| 15  | M    | Peter Cormack     | 17 iulie 1946          | 9        | Liverpool         |
| 16  | F    | Willie Donachie   | 5 octombrie 1951       | 11       | Manchester City   |
| 17  | M    | Donald Ford       | 25 octombrie 1944      | 3        | Hearts            |
| 18  | M    | Tommy Hutchison   | 22 septembrie 1947     | 8        | Coventry          |
| 19  | A    | Denis Law         | 24 februarie 1940      | 54       | Manchester City   |
| 20  | A    | Willie Morgan     | 2 octombrie 1944       | 19       | Manchester United |
| 21  | F    | Gordon McQueen    | 26 iunie 1952          | 1        | Leeds United      |
| 22  | F    | Erich Schaedler   | 6 august 1949          | 1        | Hibernian         |

### Iugoslavia
Antrenor principal: Miljan Miljanić
| Nr. | Poz. | Jucător             | Data nașterii (vârsta) | Selecții | Club                         |
| --- | ---- | ------------------- | ---------------------- | -------- | ---------------------------- |
| 1   | P    | Enver Marić         | 23 aprilie 1948        |          | Velež Mostar                 |
| 2   | F    | Ivan Buljan         | 11 decembrie 1949      |          | Hajduk Split                 |
| 3   | F    | Enver Hadžiabdić    | 6 noiembrie 1945       |          | FK Željezničar               |
| 4   | M    | Dražen Mužinić      | 25 ianuarie 1953       |          | Hajduk Split                 |
| 5   | F    | Josip Katalinski    | 12 mai 1948            |          | FK Željezničar               |
| 6   | F    | Vladislav Bogićević | 7 noiembrie 1950       |          | Steaua Roșie                 |
| 7   | A    | Ilija Petković      | 22 septembrie 1945     |          | Troyes                       |
| 8   | M    | Branko Oblak        | 27 mai 1947            |          | Hajduk Split                 |
| 9   | A    | Ivica Šurjak        | 23 martie 1953         |          | Hajduk Split                 |
| 10  | M    | Jovan Aćimović      | 21 iunie 1948          |          | Steaua Roșie                 |
| 11  | A    | Dragan Džajić (c)   | 30 mai 1946            |          | Steaua Roșie                 |
| 12  | M    | Jurica Jerković     | 25 februarie 1950      |          | Hajduk Split                 |
| 13  | M    | Miroslav Pavlović   | 23 octombrie 1942      |          | Steaua Roșie                 |
| 14  | F    | Luka Peruzović      | 26 februarie 1952      |          | Hajduk Split                 |
| 15  | F    | Kiril Dojčinovski   | 17 octombrie 1943      |          | Steaua Roșie                 |
| 16  | M    | Franjo Vladić       | 19 octombrie 1951      |          | Velež Mostar                 |
| 17  | A    | Danilo Popivoda     | 1 mai 1947             |          | NK Olimpija Ljubljana (1911) |
| 18  | A    | Stanislav Karasi    | 8 noiembrie 1946       |          | Steaua Roșie                 |
| 19  | A    | Dušan Bajević       | 10 decembrie 1948      |          | Velež Mostar                 |
| 20  | A    | Vladimir Petrović   | 1 iulie 1955           |          | Steaua Roșie                 |
| 21  | P    | Ognjen Petrović     | 2 ianuarie 1948        |          | Steaua Roșie                 |
| 22  | P    | Rizah Mešković      | 10 august 1947         |          | Hajduk Split                 |

### Zair
Antrenor principal:  Blagoja Vidinić
| Nr. | Poz. | Jucător             | Data nașterii (vârsta) | Selecții | Club             |
| --- | ---- | ------------------- | ---------------------- | -------- | ---------------- |
| 1   | P    | Kazadi Mwamba       | 6 martie 1947          |          | Mazembe          |
| 2   | F    | Mwepu Ilunga        | 22 august 1949         |          | Mazembe          |
| 3   | F    | Mwanza Mukombo      | 17 decembrie 1945      |          | Mazembe          |
| 4   | F    | Bwanga Tshimen      | 4 ianuarie 1949        |          | Mazembe          |
| 5   | F    | Lobilo Boba         | 10 aprilie 1950        |          | Vita Club        |
| 6   | M    | Kilasu Massamba     | 22 decembrie 1950      |          | Dragons          |
| 7   | M    | Tshinabu Wa Munda   | 8 mai 1946             |          | Mazembe          |
| 8   | M    | Mana Mamuwene       | 10 octombrie 1947      |          | Motema Pembe     |
| 9   | M    | Kembo Uba Kembo     | 27 decembrie 1947      |          | Vita Club        |
| 10  | M    | Kidumu Mantantu (c) | 17 noiembrie 1946      |          | Motema Pembe     |
| 11  | F    | Kabasu Babo         | 4 martie 1950          |          | Dragons          |
| 12  | P    | Tubilandu Ndimbi    | 15 martie 1948         |          | Vita Club        |
| 13  | M    | Ndaye Mulamba       | 4 noiembrie 1948       |          | Vita Club        |
| 14  | A    | Mayanga Maku        | 31 octombrie 1948      |          | Vita Club        |
| 15  | M    | Kibonge Mafu        | 12 februarie 1945      |          | Vita Club        |
| 16  | F    | Mwape Mialo         | 30 decembrie 1951      |          | Nyiki Lubumbashi |
| 17  | M    | Kafula Ngoie        | 11 noiembrie 1945      |          | Mazembe          |
| 18  | A    | Mavuba Mafuila      | 15 decembrie 1949      |          | Vita Club        |
| 19  | A    | Mbungu Ekofa        | 24 noiembrie 1948      |          | Motema Pembe     |
| 20  | A    | Jean Kalala N'Tumba | 7 ianuarie 1949        |          | Vita Club        |
| 21  | A    | Kakoko Etepé        | 22 noiembrie 1950      |          | Motema Pembe     |
| 22  | P    | Kalambay Otepa      | 12 noiembrie 1948      |          | Mazembe          |

## Grupa 3

### Țările de Jos
Antrenor principal: Rinus Michels
| Nr. | Poz. | Jucător              | Data nașterii (vârsta) | Selecții | Club         |
| --- | ---- | -------------------- | ---------------------- | -------- | ------------ |
| 1   | M    | Ruud Geels           | 28 iulie 1948          | 3        | Club Brugge  |
| 2   | M    | Arie Haan            | 16 noiembrie 1948      | 10       | Ajax         |
| 3   | M    | Willem van Hanegem   | 20 februarie 1944      | 29       | Feyenoord    |
| 4   | F    | Kees van Ierssel     | 6 decembrie 1945       | 4        | Twente       |
| 5   | F    | Rinus Israël         | 19 martie 1943         | 44       | Feyenoord    |
| 6   | F    | Wim Jansen           | 28 octombrie 1946      | 25       | Feyenoord    |
| 7   | M    | Theo de Jong         | 11 august 1947         | 8        | Feyenoord    |
| 8   | P    | Jan Jongbloed        | 25 noiembrie 1940      | 2        | FC Amsterdam |
| 9   | A    | Piet Keizer          | 14 iunie 1943          | 33       | Ajax         |
| 10  | M    | René van de Kerkhof  | 16 septembrie 1951     | 5        | PSV          |
| 11  | M    | Willy van de Kerkhof | 16 septembrie 1951     | 1        | PSV          |
| 12  | F    | Ruud Krol            | 24 martie 1949         | 20       | Ajax         |
| 13  | M    | Johan Neeskens       | 15 septembrie 1951     | 17       | Ajax         |
| 14  | M    | Johan Cruyff (c)     | 25 aprilie 1947        | 28       | Barcelona    |
| 15  | A    | Rob Rensenbrink      | 3 iulie 1947           | 13       | Anderlecht   |
| 16  | A    | Johnny Rep           | 25 noiembrie 1951      | 5        | Ajax         |
| 17  | F    | Wim Rijsbergen       | 18 ianuarie 1952       | 1        | Feyenoord    |
| 18  | P    | Piet Schrijvers      | 15 decembrie 1946      | 5        | Twente       |
| 19  | F    | Pleun Strik          | 27 mai 1944            | 8        | PSV          |
| 20  | F    | Wim Suurbier         | 16 ianuarie 1945       | 27       | Ajax         |
| 21  | P    | Eddy Treijtel        | 28 mai 1946            | 4        | Feyenoord    |
| 22  | F    | Harry Vos            | 4 septembrie 1946      | 0        | Feyenoord    |

Numerele au fost acordate alfabetic după prenume, spre deosebire de sistemul tradițional prin care portarii primeau numerele 1 și 12. Excepție a făcut Johan Cruijff, care a jucat cu numărul său favorit, 14.

### Suedia
Antrenor principal: Georg Ericson
| Nr. | Poz. | Jucător             | Data nașterii (vârsta) | Selecții | Club           |
| --- | ---- | ------------------- | ---------------------- | -------- | -------------- |
| 1   | P    | Ronnie Hellström    | 21 februarie 1949      |          | Hammarby       |
| 2   | F    | Jan Olsson          | 30 martie 1942         |          | Åtvidabergs    |
| 3   | F    | Kent Karlsson       | 25 noiembrie 1945      |          | Åtvidabergs    |
| 4   | F    | Björn Nordqvist (c) | 6 octombrie 1942       |          | PSV            |
| 5   | F    | Björn Andersson     | 20 iulie 1951          |          | Östers         |
| 6   | M    | Ove Grahn           | 9 mai 1943             |          | Grasshopper    |
| 7   | M    | Bo Larsson          | 5 mai 1944             |          | Malmö          |
| 8   | M    | Conny Torstensson   | 28 august 1949         |          | Bayern         |
| 9   | A    | Ove Kindvall        | 16 mai 1943            |          | Norrköping     |
| 10  | A    | Ralf Edström        | 7 octombrie 1952       |          | PSV            |
| 11  | A    | Roland Sandberg     | 16 decembrie 1946      |          | Kaiserslautern |
| 12  | P    | Sven-Gunnar Larsson | 10 mai 1940            |          | Örebro         |
| 13  | F    | Roland Grip         | 1 ianuarie 1941        |          | IK Sirius      |
| 14  | M    | Staffan Tapper      | 10 iulie 1948          |          | Malmö          |
| 15  | M    | Benno Magnusson     | 4 februarie 1953       |          | Kaiserslautern |
| 16  | M    | Inge Ejderstedt     | 24 decembrie 1946      |          | Östers         |
| 17  | P    | Göran Hagberg       | 8 noiembrie 1947       |          | Östers         |
| 18  | F    | Jörgen Augustsson   | 28 octombrie 1952      |          | Åtvidabergs    |
| 19  | M    | Claes Cronqvist     | 15 octombrie 1944      |          | Landskrona     |
| 20  | M    | Sven Lindman        | 19 aprilie 1942        |          | Djurgårdens    |
| 21  | M    | Örjan Persson       | 27 august 1942         |          | Örgryte        |
| 22  | A    | Thomas Ahlström     | 17 iulie 1952          |          | Elfsborg       |

### Uruguay
Antrenor principal: Roberto Porta
| Nr. | Poz. | Jucător                | Data nașterii (vârsta) | Selecții | Club                   |
| --- | ---- | ---------------------- | ---------------------- | -------- | ---------------------- |
| 1   | P    | Ladislao Mazurkiewicz  | 14 februarie 1945      |          | Atletico Mineiro       |
| 2   | F    | Baudilio Jáuregui      | 9 iulie 1945           |          | River Plate Montevideo |
| 3   | F    | Juan Carlos Masnik (c) | 2 martie 1943          |          | Club Nacional          |
| 4   | F    | Pablo Forlán           | 14 iulie 1945          |          | Sao Paulo              |
| 5   | F    | Julio Montero Castillo | 25 aprilie 1944        |          | Club Nacional          |
| 6   | F    | Ricardo Pavoni         | 8 iulie 1943           |          | Independiente          |
| 7   | M    | Luis Cubilla           | 28 martie 1940         |          | Club Nacional          |
| 8   | M    | Víctor Espárrago       | 6 octombrie 1944       |          | Sevilla                |
| 9   | A    | Fernando Morena        | 2 februarie 1952       |          | Peñarol                |
| 10  | M    | Pedro Rocha            | 3 decembrie 1942       |          | Sao Paulo              |
| 11  | A    | Rubén Corbo            | 20 ianuarie 1952       |          | Peñarol                |
| 12  | P    | Héctor Santos          | 29 octombrie 1944      |          | Alianza Lima           |
| 13  | F    | Gustavo de Simone      | 23 aprilie 1948        |          | Defensor Sporting      |
| 14  | F    | Luis Garisto           | 3 decembrie 1945       |          | Peñarol                |
| 15  | F    | Mario González         | 27 mai 1950            |          | Peñarol                |
| 16  | M    | Alberto Cardaccio      | 26 august 1949         |          | Danubio FC             |
| 17  | M    | Julio César Jiménez    | 27 august 1954         |          | Peñarol                |
| 18  | M    | Walter Mantegazza      | 17 iunie 1952          |          | Club Nacional          |
| 19  | A    | Denis Milar            | 20 iunie 1952          |          | Liverpool Montevideo   |
| 20  | A    | Juan Silva             | 30 august 1948         |          | Peñarol                |
| 21  | A    | José Gómez             | 23 octombrie 1949      |          | CA Cerro               |
| 22  | P    | Gustavo Fernández      | 16 februarie 1952      |          | Rentistas              |

### Bulgaria
Antrenor principal: Hristo Mladenov
| Nr. | Poz. | Jucător           | Data nașterii (vârsta) | Selecții | Club                |
| --- | ---- | ----------------- | ---------------------- | -------- | ------------------- |
| 1   | P    | Rumyancho Goranov | 17 martie 1950         | 20       | Lokomotiv Sofia     |
| 2   | F    | Ivan Zafirov      | 30 decembrie 1947      | 23       | ȚSKA Sofia          |
| 3   | F    | Dobromir Zhechev  | 12 noiembrie 1942      | 67       | Levski Sofia        |
| 4   | M    | Stefan Velichkov  | 15 februarie 1949      | 18       | Etar Veliko Tarnovo |
| 5   | F    | Bozhil Kolev      | 20 mai 1949            | 30       | ȚSKA Sofia          |
| 6   | F    | Dimitar Penev     | 12 iulie 1945          | 75       | ȚSKA Sofia          |
| 7   | A    | Voyn Voynov       | 7 septembrie 1952      | 11       | Levski Sofia        |
| 8   | A    | Hristo Bonev (c)  | 3 februarie 1947       | 60       | Lokomotiv Plovdiv   |
| 9   | A    | Atanas Mihailov   | 4 iulie 1949           | 31       | Lokomotiv Sofia     |
| 10  | M    | Ivan Stoyanov     | 20 ianuarie 1949       | 17       | Levski Sofia        |
| 11  | M    | Georgi Denev      | 18 aprilie 1950        | 24       | ȚSKA Sofia          |
| 12  | F    | Stefan Aladzhov   | 18 octombrie 1947      | 25       | Levski Sofia        |
| 13  | F    | Mladen Vasilev    | 29 iulie 1947          | 19       | PFK Akademik Sofia  |
| 14  | A    | Kiril Milanov     | 17 octombrie 1948      | 9        | Levski Sofia        |
| 15  | A    | Pavel Panov       | 14 septembrie 1950     | 8        | Levski Sofia        |
| 16  | A    | Bozhidar Grigorov | 27 iulie 1945          | 3        | Slavia Sofia        |
| 17  | M    | Asparuh Nikodimov | 21 august 1945         | 17       | ȚSKA Sofia          |
| 18  | M    | Tsonyo Vasilev    | 7 ianuarie 1952        | 6        | ȚSKA Sofia          |
| 19  | M    | Kiril Ivkov       | 21 iunie 1946          | 20       | Levski Sofia        |
| 20  | A    | Krasimir Borisov  | 8 aprilie 1950         | 7        | Levski Sofia        |
| 21  | P    | Stefan Staykov    | 3 octombrie 1949       | 5        | Levski Sofia        |
| 22  | P    | Simeon Simeonov   | 26 aprilie 1946        | 32       | Slavia Sofia        |

## Grupa 4

### Polonia
Antrenor principal: Kazimierz Górski
| Nr. | Poz. | Jucător             | Data nașterii (vârsta) | Selecții | Club             |
| --- | ---- | ------------------- | ---------------------- | -------- | ---------------- |
| 1   | P    | Andrzej Fischer     | 15 ianuarie 1952       | 1        | Górnik Zabrze    |
| 2   | P    | Jan Tomaszewski     | 9 ianuarie 1948        | 14       | ŁKS Łódź         |
| 3   | P    | Zygmunt Kalinowski  | 2 mai 1949             | 4        | Slask Wroclaw    |
| 4   | F    | Antoni Szymanowski  | 13 ianuarie 1951       | 28       | Wisła Cracovia   |
| 5   | F    | Zbigniew Gut        | 17 aprilie 1949        | 9        | Odra Opole       |
| 6   | F    | Jerzy Gorgoń        | 18 iulie 1949          | 31       | Górnik Zabrze    |
| 7   | M    | Henryk Wieczorek    | 14 decembrie 1949      | 3        | Górnik Zabrze    |
| 8   | F    | Mirosław Bulzacki   | 23 octombrie 1951      | 16       | ŁKS Łódź         |
| 9   | F    | Władysław Żmuda     | 6 iunie 1954           | 2        | Gwardia Varșovia |
| 10  | F    | Adam Musiał         | 18 decembrie 1948      | 25       | Wisła Cracovia   |
| 11  | M    | Lesław Ćmikiewicz   | 3 mai 1947             | 32       | Legia Varșovia   |
| 12  | M    | Kazimierz Deyna (c) | 23 octombrie 1947      | 49       | Legia Varșovia   |
| 13  | M    | Henryk Kasperczak   | 10 iulie 1946          | 17       | Stal Mielec      |
| 14  | M    | Zygmunt Maszczyk    | 3 mai 1945             | 16       | Ruch Chorzów     |
| 15  | A    | Roman Jakóbczak     | 26 februarie 1946      | 1        | Lech Poznań      |
| 16  | A    | Grzegorz Lato       | 8 aprilie 1950         | 13       | Stal Mielec      |
| 17  | A    | Andrzej Szarmach    | 3 octombrie 1950       | 6        | Górnik Zabrze    |
| 18  | A    | Robert Gadocha      | 10 ianuarie 1946       | 49       | Legia Varșovia   |
| 19  | A    | Jan Domarski        | 28 octombrie 1946      | 13       | Stal Mielec      |
| 20  | A    | Zdzisław Kapka      | 7 decembrie 1954       | 2        | Wisła Cracovia   |
| 21  | A    | Kazimierz Kmiecik   | 19 septembrie 1951     | 9        | Wisła Cracovia   |
| 22  | A    | Marek Kusto         | 29 aprilie 1954        | 1        | Wisła Cracovia   |

### Italia
Antrenor principal: Ferruccio Valcareggi
| Nr. | Poz. | Jucător                | Data nașterii (vârsta) | Selecții | Club         |
| --- | ---- | ---------------------- | ---------------------- | -------- | ------------ |
| 1   | P    | Dino Zoff              | 28 februarie 1942      | 32       | Juventus     |
| 2   | F    | Luciano Spinosi        | 9 mai 1950             | 16       | Juventus     |
| 3   | F    | Giacinto Facchetti (c) | 18 iulie 1942          | 73       | Inter Milano |
| 4   | M    | Romeo Benetti          | 20 octombrie 1945      | 15       | Milan        |
| 5   | F    | Francesco Morini       | 12 august 1944         | 6        | Juventus     |
| 6   | F    | Tarcisio Burgnich      | 25 aprilie 1939        | 63       | Inter Milano |
| 7   | M    | Sandro Mazzola         | 8 noiembrie 1942       | 67       | Inter Milano |
| 8   | M    | Fabio Capello          | 18 iunie 1946          | 16       | Juventus     |
| 9   | A    | Giorgio Chinaglia      | 24 ianuarie 1947       | 9        | Lazio        |
| 10  | M    | Gianni Rivera          | 18 august 1943         | 58       | Milan        |
| 11  | A    | Luigi Riva             | 7 noiembrie 1944       | 40       | Cagliari     |
| 12  | P    | Enrico Albertosi       | 2 noiembrie 1939       | 34       | Cagliari     |
| 13  | F    | Giuseppe Sabadini      | 26 martie 1949         | 4        | Milan        |
| 14  | F    | Mauro Bellugi          | 7 februarie 1950       | 7        | Inter Milano |
| 15  | F    | Giuseppe Wilson        | 27 octombrie 1945      | 1        | Lazio        |
| 16  | M    | Antonio Juliano        | 1 ianuarie 1943        | 17       | Napoli       |
| 17  | M    | Luciano Re Cecconi     | 1 decembrie 1948       | 0        | Lazio        |
| 18  | M    | Franco Causio          | 1 februarie 1949       | 10       | Juventus     |
| 19  | A    | Pietro Anastasi        | 7 aprilie 1948         | 20       | Juventus     |
| 20  | A    | Roberto Boninsegna     | 13 noiembrie 1943      | 18       | Inter Milano |
| 21  | A    | Paolo Pulici           | 27 aprilie 1950        | 3        | Torino       |
| 22  | P    | Luciano Castellini     | 12 decembrie 1945      | 0        | Torino       |

### Argentina
Antrenor principal: Vladislao Cap
| Nr. | Poz. | Jucător               | Data nașterii (vârsta) | Selecții | Club            |
| --- | ---- | --------------------- | ---------------------- | -------- | --------------- |
| 1   | P    | Daniel Carnevali      | 4 decembrie 1946       |          | Las Palmas      |
| 2   | A    | Rubén Ayala           | 8 ianuarie 1950        |          | Atlético Madrid |
| 3   | M    | Carlos Babington      | 20 septembrie 1949     |          | Huracán         |
| 4   | A    | Agustín Balbuena      | 1 septembrie 1945      |          | Independiente   |
| 5   | F    | Ángel Bargas          | 29 octombrie 1946      |          | Nantes          |
| 6   | M    | Miguel Ángel Brindisi | 8 octombrie 1950       |          | Huracán         |
| 7   | F    | Jorge Carrascosa      | 15 august 1948         |          | Huracán         |
| 8   | M    | Enrique Chazarreta    | 29 iulie 1947          |          | San Lorenzo     |
| 9   | F    | Rubén Glaria          | 10 martie 1948         |          | San Lorenzo     |
| 10  | F    | Ramón Heredia         | 26 februarie 1951      |          | Atlético Madrid |
| 11  | M    | René Houseman         | 19 iulie 1953          |          | Huracán         |
| 12  | P    | Ubaldo Fillol         | 21 iulie 1950          |          | River Plate     |
| 13  | A    | Mario Kempes          | 15 iulie 1954          |          | Rosario         |
| 14  | F    | Roberto Perfumo (c)   | 3 octombrie 1942       |          | Cruzeiro        |
| 15  | A    | Aldo Poy              | 14 septembrie 1945     |          | Rosario         |
| 16  | F    | Francisco Sá          | 25 octombrie 1945      |          | Independiente   |
| 17  | M    | Carlos Squeo          | 4 iunie 1948           |          | Racing Club     |
| 18  | M    | Roberto Telch         | 6 noiembrie 1943       |          | San Lorenzo     |
| 19  | M    | Néstor Togneri        | 27 noiembrie 1942      |          | Estudiantes     |
| 20  | F    | Enrique Wolff         | 21 februarie 1949      |          | River Plate     |
| 21  | P    | Miguel Ángel Santoro  | 27 februarie 1942      |          | Independiente   |
| 22  | A    | Héctor Yazalde        | 29 mai 1946            |          | Sporting        |

Numerele s-au acordat în ordine alfabetică, cu excepția portarilor care deobicei primesc numerele 1, 12 și 21.

### Haiti
Antrenor principal: Antoine Tassy
| Nr. | Poz. | Jucător               | Data nașterii (vârsta) | Selecții | Club                |
| --- | ---- | --------------------- | ---------------------- | -------- | ------------------- |
| 1   | P    | Henri Françillon      | 26 mai 1946            |          | Victory FC          |
| 2   | F    | Wilfried Louis        | 25 octombrie 1949      |          | Don Bosco FC        |
| 3   | F    | Arsène Auguste        | 3 februarie 1951       |          | Racing Club Haïtien |
| 4   | F    | Fritz André           | 18 septembrie 1946     |          | Violette AC         |
| 5   | F    | Serge Ducosté         | 4 februarie 1944       |          | Aigle Noir AC       |
| 6   | F    | Pierre Bayonne        | 11 iunie 1949          |          | Violette AC         |
| 7   | M    | Philippe Vorbe        | 14 septembrie 1947     |          | Violette AC         |
| 8   | M    | Jean-Claude Désir     | 8 august 1946          |          | Aigle Noir AC       |
| 9   | M    | Eddy Antoine          | 27 august 1949         |          | Racing Club Haïtien |
| 10  | M    | Guy François          | 18 septembrie 1947     |          | Violette AC         |
| 11  | A    | Guy Saint-Vil         | 21 octombrie 1942      |          | Racing Club Haïtien |
| 12  | M    | Ernst Jean-Joseph     | 11 iunie 1948          |          | Violette AC         |
| 13  | F    | Serge Racine          | 9 octombrie 1951       |          | Aigle Noir AC       |
| 14  | F    | Wilner Nazaire (c)    | 30 martie 1950         |          | Valenciennes        |
| 15  | A    | Roger Saint-Vil       | 8 decembrie 1949       |          | Archibald FC        |
| 16  | A    | Fritz Leandré         | 13 martie 1948         |          | Racing Club Haïtien |
| 17  | M    | Joseph-Marion Leandré | 9 mai 1945             |          | Racing Club Haïtien |
| 18  | A    | Claude Barthélemy     | 9 mai 1945             |          | Racing Club Haïtien |
| 19  | F    | Jean-Herbert Austin   | 23 februarie 1950      |          | Violette AC         |
| 20  | A    | Emmanuel Sanon        | 25 iunie 1951          |          | Don Bosco FC        |
| 21  | P    | Wilner Piquant        | 12 octombrie 1949      |          | Violette AC         |
| 22  | P    | Gérard Joseph         | 22 octombrie 1949      |          | Racing Club Haïtien |